# Waldshut-Tiengen
Waldshut-Tiengen é uma cidade da Alemanha, no distrito de Waldshut, na região administrativa de Freiburg, estado de Baden-Württemberg.

## Ligações externas

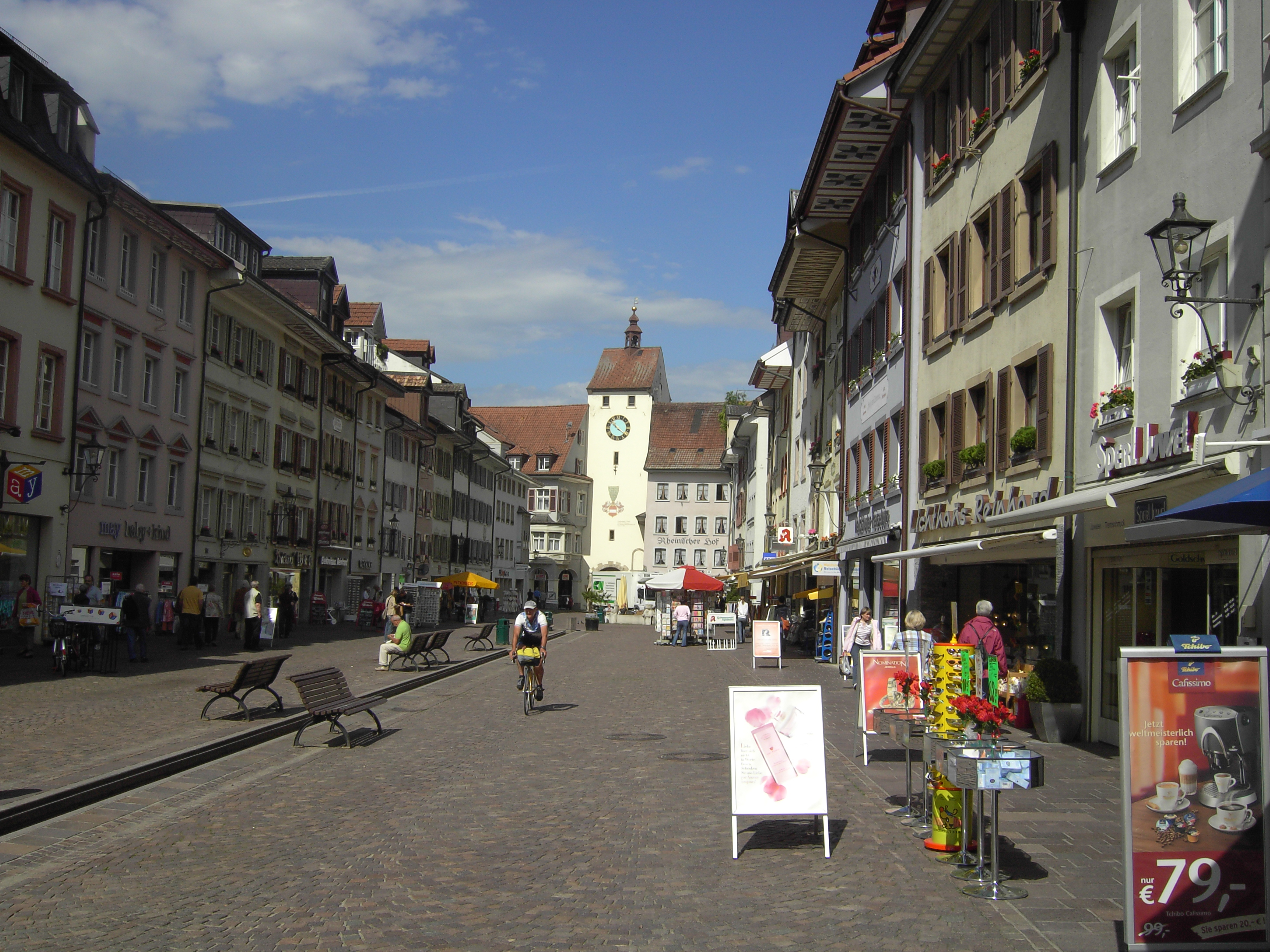
Cidade velha de Waldshut

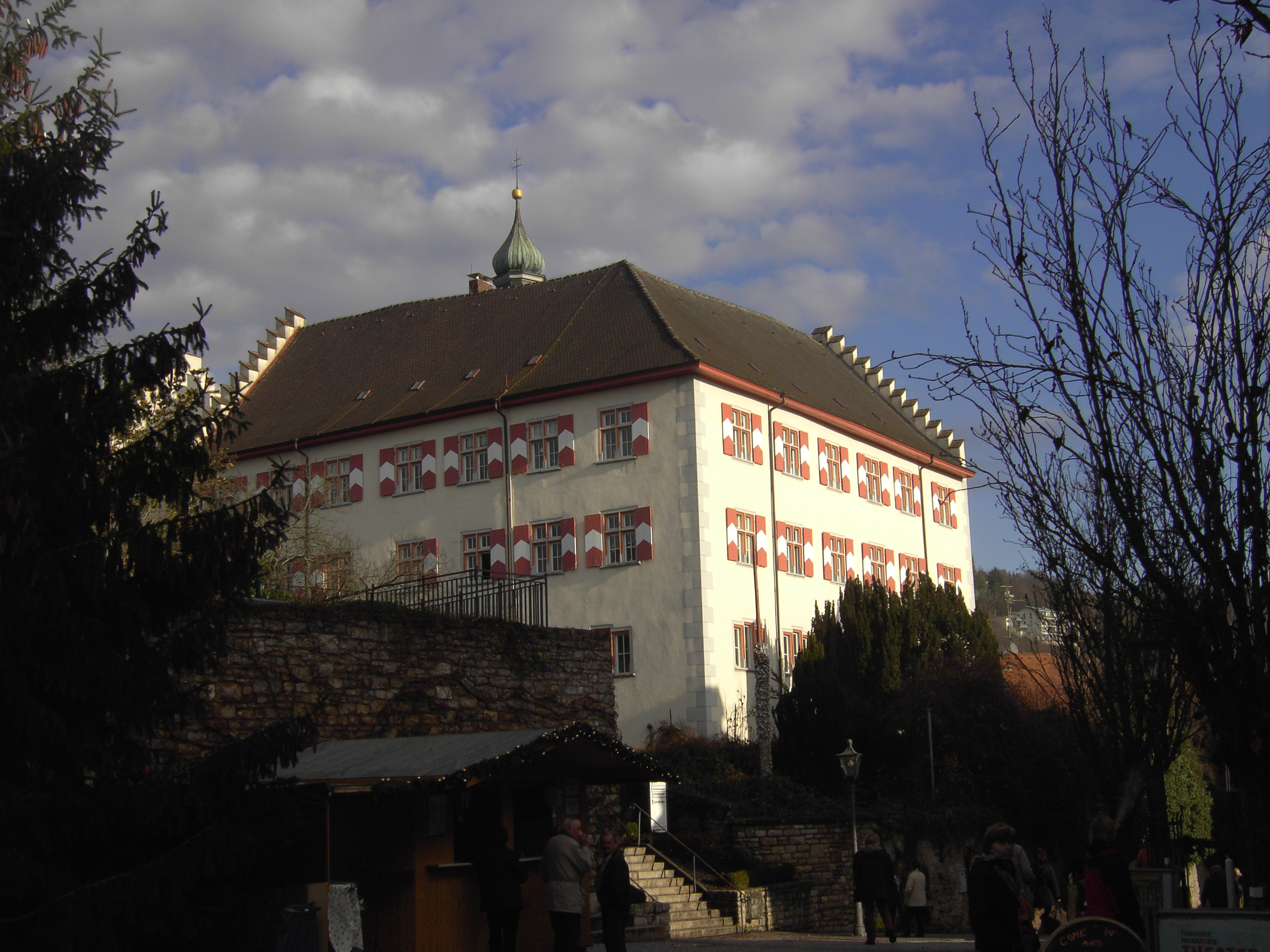
Castelo de Tiengen